# Мараша (Пловдив)
Мараша е популярно название на градска зона в Пловдив, намираща се северно от площад Мюселле (днешен Кочо Честименски) и се заключава в частта между двата моста (Герджика и ВХВП) на река Марица.

## Разположение
Територията започва на изток от Семинарията и в западна посока достига до Гребния канал, условно за южна граница служат склоновете на Бунарджика и Сахат тепе, a северната – река Марица.

## История
В миналото кварталът както и близката до него Русин махала са известни със зеленчуковите си градини и чифлици. През Възраждането църквата „Свети Георги“ и принадлежащото училище са център на борбите за църковно-национална независимост и българска просвета.

## Забележителности
От историческа гледна точка, редом с Трихълмието (Тримонциум), това е най-знаменателната градска зона на Пловдив. Тук се намират:
- прочутата Пловдивска мъжка гимназия;
- Университетът по хранителни технологии;
- храм-паметникът „Св. св. Кирил и Методий“;
- историческият площад „Съединение" с паметника „Съединена България“;
- съдебната палата;
- Дондуковата градина;
- Четвъртък пазарът;
- архитектурният паметник Имарет джамия;
- еврейската махала „Ортамизар";
- Пловдивската синагога;
- Историческият музей.